# Хмелевка (приток Сулы)
Хмелевка (укр. Хмелівка) — правый приток реки Сула, протекающий по Роменскому району Сумской области Украины.

## География
Длина — 32 км. Площадь водосборного бассейна — 168 км². Русло реки в среднем течении (село Басовка) находится на высоте 124,0 м над уровнем моря.
Река течёт с запада на восток, затем в среднем течении поворачивает и течёт в направлении с северо-запада на юго-восток. Река берет начало от нескольких источников на окраине села Авраменково (Роменский район). Впадает в реку Сула между селами Великие Будки и Залуцкое (Роменский район).
Долина шириной до 1,5 км и глубиной до 40 м. Пойма шириной до 200 м. Русло слаборазвитое, шириной до 5 м. Верховья (выше по течению от села Хмелев) реки летом пересыхают. Река используется для нужд сельского хозяйства и водоснабжения. На реке в верхнем течении есть несколько маленьких прудов. В пойме реки расположены небольшие заболоченные участки с тростниковой и луговой растительностью.

## Населённые пункты
Населённые пункты на реке от истока к устью: Авраменково, Касьяново, Хмелев, Солодухи, Басовка, Заречье, Великие Будки, Залуцкое.